# Karel Chrást
Karel Chrást (1. února 1880, Dalešice – 23. listopadu 1946, Hrotovice) byl český fotograf a obchodník.

## Biografie
Karel Chrást se narodil v roce 1880 v Dalešicích, jeho otcem byl Karel Chrást, matkou Marie Chrástová. Mezi lety 1895 a 1899 se vyučil v Mikulově obchodníkem, v roce 1908 se stal podnikatelem v Dalešicích. V témže roce se oženil s Žofii Cienklinskou, která měla příbuzné z Hrotovic. Po roce 1908 získal živnostenský list i na fotografickou činnost, kdy kromě obchodu smíšeným zbožím začal poskytovat fotografické služby. Roku 1909 a 1911 se mu narodily dcery.
Kolem roku 1910 začal dokumentovat Hrotovice a okolí, v roce 1912 se přestěhoval do Hrotovic, kde se mu v roce 1914 narodila další dcera. Chrást byl již před jejím narozením odveden do první světové války, kde působil po čtyři roky jako dělostřelec, kde působil jako voják i fotograf. Po roce 1918 pak působil v Hrotovicích jako fotograf. Vytvářel i pohledy z Hrotovic a okolí.
Zemřel v Hrotovicích v roce 1946, kde je i pochován. Fotografický archiv Karla Chrásta byl poničen po jeho smrti.
V roce 2006 byla vydána kniha fotografií a pohledů Karla Chrásta.